# Marguerite van Rohan
Marguerite van Rohan (1617 – Parijs, 9 april 1684) was een Franse edelvrouwe en was de suo jure hertogin van Rohan.

## Biografie
Marguerite van Rohan was de dochter van Hendrik II van Rohan en Marguerite de Béthune, dochter van de Franse staatsman Maximilien de Béthune. Haar vader overleed in 1638 aan zijn verwondingen waarop ze het hertogdom Rohan van hem erfde. In 1643 was er sprake van een eventueel huwelijk met Maurits van de Palts, maar de onderhandelingen hiervoor liepen tot niets uit. Uiteindelijk huwde Marguerite in 1645 met de verarmde adellijke Henri Chabot. Het huwelijk kon niet op de goedkeuring van haar eigen moeder rekenen en door tijdgenoten werd dit huwelijk ook gezien als een uit liefde. Volgens haar huwelijkscontract had Marguerite ook zelf de zeggenschap over haar eigen financiën.
In een poging de macht van haar familie te vergroten huwelijkte ze haar favoriete dochter, Anne, uit aan haar verre neef François de Rohan, heer van Soubise.
Door haar huwelijk met Chabot was Marguerite katholiek geworden, maar in haar testament bepaalde ze dat ze wilde sterven met de religie waarmee ze geboren was: het protestantisme. Ook wilde ze niet bij haar echtgenoot begraven worden, maar op de protestantse begraafplaats van Charenton-le-Pont. Doordat alle protestantse bezittingen in 1684, het jaar van haar dood, door de staat geconfisqueerd waren kon ze daar niet begraven worden. In plaats daarvan werd Marguerite begraven naast haar protestantse grootmoeder Catherine de Parthenay in Blain.

## Nageslacht
- X de Rohan-Chabot
- Marguerite Gabrielle Charlotte de Rohan-Chabot (gestorven: 1720), getrouwd met Malo de Coëtquen, markies van Coëtquen;
- Anne de Rohan-Chabot (1648-1709), getrouwd met François de Rohan en maîtresse van Lodewijk XIV;
- Gilone de Rohan-Chabot, stierf of jonge leeftijd;
- Louis de Rohan-Chabot (1652-1727), hertog van Rohan en getrouwd met Marie Elisabeth du Bec-Crespin de Grimaldi;
- Jeanne Pelagie de Rohan-Chabot (gestorven: 1698), gehuwd met Alexandre Guillaume de Melun, prins van Epinoy.